# 재주소년
재주소년(才洲少年)은 대한민국의 모던포크 밴드이다. 멤버는 유상봉과 박경환이다. 재주소년은 재주(才操)의 "재"와 제주(濟州)의 "주"를 합쳐 만든 이름이다.  2003년 1집 《재주소년(才洲小年)》을 발표하며 활동을 시작하였으며, 2010년 4집 《유년에게》 앨범 활동을 마지막으로 해체하였다. 해체 이후 박경환은 솔로 앨범을 발표했고, 유상봉은 라디오 DJ로 활동했다. 4년 후 2014년 봄 5집 《꿈으로》를 발표하며 재결합을 했다.

## 구성원

### 유상봉
- 본명 : 유상봉
- 생년월일 : 1983년 4월
- 출생지: 부산광역시
- 학력: 제주한라대학 생활음악과
- 포지션 : 기타, 코러스

### 박경환
- 본명 : 박경환
- 생년월일 : 1984년 1월
- 출생지: 서울특별시
- 학력: 제주대학교 철학과
- 포지션 : 기타, 보컬
- 특기사항
  - 2002년 제14회 유재하 음악경연대회 동상

## 음악활동
초등학교 시절부터 친구였던 유상봉과 박경환은 중학교때 함께 밴드를 결성하였으며 이후 음악활동을 같이 해왔다. 2002년 박경환은 제14회 유재하 음악경연대회에서 동상을 수상하며 음악 실력을 인정받기도 하였다.
2002년 이들이 만든 데모테이프가 당시 문라이즈 레이블의 김민규의 눈에 들게되고, 2003년 첫 번째 앨범《재주소년(才洲小年)》을 내놓으며 재주소년이란 이름으로 공식 데뷔하게 되었다.
1집 《재주소년(才洲小年)》은 유상봉과 박경환이 어릴때부터 함께 작사, 작곡해 온 노래들을 모아 만든 앨범이다.  이 앨범은 1980년대 포크 듀오 "어떤날"의 환생이라는 말을 들으며 평단과 팬들로부터 호평을 받았다. 2집《Peace》와 3집《꿈의 일부》 발표 후 2006년 유상봉과 박경환이 차례로 군입대를 하면서 이들은 약 2년여의 공백 기간을 가졌다. 군 제대 후 2009년 미니앨범 《마지막 춤은 나와 함께》를 발표하며 음악활동을 재개하였다. 2010년 4집 《유년에게》를 발표했다. 2010년 11월 27일 '소년 소녀를 만나다 part 5.'<비밀의 방> 공연을 끝으로 그룹의 해체를 선언했다.

## 음반

### 정규앨범
- 2003년: 1집 《재주소년(才洲小年)》
- 2005년: 2집 《Peace》
- 2006년: 3집 《꿈의 일부》
- 2010년: 4집 《유년에게》
- 2014년: 5집 《꿈으로》

### EP
- 2009년: 《마지막 춤은 나와 함께》

### 디지털 싱글
- 2010년: 《손잡고 허밍》